# هانك تومسون
هانك تومسون (بالإنجليزية: Hank Thompson)‏ هو لاعب كرة قاعدة أمريكي، ولد في 8 ديسمبر 1925 في أوكلاهوما سيتي في الولايات المتحدة، وتوفي في 30 سبتمبر 1969 في فريسنو في الولايات المتحدة.

## وصلات خارجية
- هانك تومسون على موقعبيزبول رفرنس.كوم (الدوري الرئيسي) (الإنجليزية)
- هانك تومسون على موقع جمعية أبحاث البيسبول الأمريكية (الإنجليزية)
- هانك تومسون على موقع مشجعي الرسوم البيانية (الإنجليزية)